# Lithothamnion giammarinoi
Lithothamnion giammarinoi P. Fravega, M. Piazza & G. Vannucci, 1993  é o nome botânico  de uma espécie de algas vermelhas  marinhas pluricelulares do gênero Lithothamnion, subfamília Melobesioideae.

## Sinonímia
- Não apresenta sinônimos.